# Вилла Негрони
Вилла Негрони (итал. Villa Negroni) — условное название древнеримской виллы, руины которой были обнаружены в 1777 году в Риме на Эсквилине, на обширной территории существовавшей в то время виллы Перетти-Монтальто-Негрони-Массимо (позднее снесённой), недалеко от терм Диоклетиана.

## История
Античная вилла датируется временем позднего императора Адриана (117—138), в ней находились прекрасно сохранившиеся настенные росписи. Статуи и скульптурные бюсты, найденные при раскопках, находятся во многих музеях мира, в том числе два бюста Антиноя в санкт-петербургском Эрмитаже.
Английский живописец и коллекционер Томас Джонс (1742—1803) составил описание виллы и сделал зарисовки процесса раскопок. Виллу изучал английский архитектор Томас Хардвик. Камилло Бути опубликовал в 1778 году план и описание виллы. Ныне эти материалы находятся в Коллекции Таунли Британского музея в Лондоне.
С 1778 года живописцы Антон Рафаэль Менгс и его ученик Антон фон Марон под влиянием моды на неоклассический «помпейский стиль» создавали акварелью реконструкции росписей виллы Негрони. Акварели переводил в офорты Анджело Кампанелла. Офорты были опубликованы в двенадцати раскрашенных вручную гравюрах в течение следующих двадцати четырёх лет. Они стали важной частью неоклассического «помпейского стиля» рубежа XVIII—XIX веков. Мотивы этих росписей использовали в декоративном искусстве, росписи фарфора и при создании «помпейской мебели».
Оригинальные фрески были отделены от стен английским торговцем Генри Трешемом и проданы графу Бристоля Фредерику Херви. Позднее они были утрачены. Изображения незавершённых работ, сделанные Томасом Джонсом, вместе с акварелями А. Р. Менгса и А. фон Марона были продемонстрированы в 1993 году на выставке в Галерее Тейт в Лондоне.

## Росписи античной Виллы Негрони в Риме. Раскрашенные офорты А. Кампанеллы по акварелям А. фон Марона и А. Р. Менгса. 1778—1802
- Адонис, возвращающийся с охоты
- Адонис умирает на коленях Венеры
- Венера и служанка учат Купидонов плавать
- Венера учит купидонов летать
- Вакх и Ариадна
- Минерва у трофея

## История виллы в Новое время
В дальнейшем на месте античной виллы была сооружена новая, получившая позднейшее название по именам сменявших друг друга владельцев: Вилла Перетти-Монтальто-Негрони-Массимо (итал. Villa Peretti Montalto Massimo)
Вилла занимала часть холмов Виминала, Квиринала и Эсквилина и имела периметр около шести километров. Феличе Перетти ди Монтальто, будущий папа Сикст V, приобрёл эту землю в 1570 году у римского медика Гульельмини за 1550 скуди, вскоре после того, как был назначен кардиналом. Помимо обширных виноградников на территории виллы был создан парк и дворец. Руководил строительством архитектор Доменико Фонтана. Работы были завершены в 1581 году. Дворец, получивший название «У терм» (аlle terme) из-за близости к термам Диоклетиана, был украшен картинами Чезаре Бальони, Антонио Вивиани, Чезаре Неббиа, Джованни Герра и других известных художников. Отдельной постройкой стало здание, стоящее на углу между современными улицами Виа Кавур и Виа Фарини, известное как «Казино Феличе». Архитектор Фонтана также отвечал за создание сада огромных размеров, разделённого на террасы и пересекаемого дорожками, окружёнными кипарисами, с которых открывались великолепные виды. По всей территории были расположены многочисленные произведения искусства и более тридцати фонтанов (питаемых новым акведуком Феличе). Кардинал переехал на новую виллу в 1585 году, только после того, как был избран папой Сикстом V.
В 1587 году Сикст V окружил поместье стеной, изолировав его от остального города, в которой открывались шесть ворот. Три года спустя папа умер, и его сестра Камилла Перетти передала виллу своему племяннику Микеле Дамасчени Перетти, но продолжала жить там до своей смерти в 1605 году. Смерть Камиллы положила начало упадку поместья, которое, наконец, было продано семье Негрони в 1696 году.
В 1784 году, когда виллу приобрёл коммерсант Джузеппе Стадерини: стремясь вернуть свои вложения, он провёл последующие годы, продавая большую часть произведений искусства, находившихся на вилле. В 1789 году виллу приобрёл маркиз Франческо Камилло Массимо; позднее Массимо объединили поместье с соседней виллой Джустиниани Массимо.
В 1860 году при строительстве римского вокзала Термини началось расчленение виллы, но частично она ещё существовала в конце 1872 года. Дворец Сикста V и казино Феличе были снесены в 1887 году. На месте главного дворца построен Палаццо Массимо-алле-Терме, а на месте Казино Феличе — Палаццо Джолитти. Новый район Рима, получивший название «Кастро-Преторио», был основан 20 августа 1921 года.

## Произведения искусства, обнаруженные при раскопках Виллы Негрони в Риме
- Кариатида Таунли, обнаруженная близ Аппиевой дороги в Риме, перевезена Сикстом V на виллу Негрони. Позднее приобретена для Ч. Таунли в Лондоне. Ныне: Британский музей, Лондон
- Статуя Марцелла, ранее известная как «Германик». Приобретена в 1664 году королём Людовиком XIV и установлена в садах Версаля; передана в музей Наполеона в 1802 году. Ныне: Лувр, Париж
- Бюст императора Адриана. Из коллекции Чарльза Таунли. Британский музей, Лондон
- Бюст Антиноя-Меркурия. Приобретён Дж. Л. Брауном, а затем императрицей Екатериной II в 1783 или 1784 году.. Государственный Эрмитаж, Санкт-Петербург
- Бюст Антиноя-Диониса. Приобретён Дж. Л. Брауном, а затем императрицей Екатериной II в 1783 или 1784 году. Государственный Эрмитаж, Санкт-Петербург

Другая Вилла Негрони находится в Лугано (Тессинский кантон Швейцарии).